# Huutosaari (ö i Norra Savolax, Kuopio, lat 62,81, long 27,86)
Huutosaari är en ö i Finland. Den ligger i sjön Kallavesi och i kommunen Kuopio i den ekonomiska regionen  Kuopio ekonomiska region  och landskapet Norra Savolax, i den centrala delen av landet, 300 km nordost om huvudstaden Helsingfors. Öns största längd är 80 meter i öst-västlig riktning.